# ایزابلوو (استان اشوی‌داشکسیه)
ایزابلوو (به لهستانی: Izabelów) یک منطقهٔ مسکونی در لهستان است که در گمینا کونگسکیه واقع شده‌است. ایزابلوو ۳۳۰ نفر جمعیت دارد.